# Environmental Protection Agency
The Environmental Protection Agency (EPA lub USEPA), Agencja Ochrony Środowiska – agencja federalna Stanów Zjednoczonych działająca w celu ochrony zdrowia ludzkiego oraz środowiska naturalnego. EPA rozpoczęła działalność 2 grudnia 1970 roku, powołana przez prezydenta Richarda Nixona. Kierowana jest przez administratora w randze ministra (w lutym 2017 został nim Scott Pruitt). Agencja zatrudnia ok. 15 tys. pracowników (2013–2017) i dysponuje budżetem ponad 8 mld USD.
Siedziba główna EPA znajduje się w Waszyngtonie, poza nią działa 10 biur regionalnych oraz 27 laboratoriów. Ponad połowa zatrudnionych to inżynierowie, naukowcy i specjaliści od ochrony środowiska. Ponadto pracują w niej prawnicy, ekonomiści, informatycy i in. EPA zajmuje się oceną stanu środowiska, jego badaniem oraz prowadzeniem działalności edukacyjnej. Odpowiada za ustalanie i egzekwowanie standardów prawnych dotyczących środowiska, w porozumieniu z władzami stanowymi, lokalnymi i plemiennymi.
Agencje o nazwie Environmental Protection Agency (EPA) działają także w innych krajach anglojęzycznych.

## W kulturze
- W filmie Simpsonowie: Wersja kinowa EPA jest organizacją istniejącą, ale powszechnie nieznaną. Jej członkowie to ważne postaci negatywne.